# Don (ort i Australien)
Don är en ort i Australien. Den ligger i kommunen Devonport och delstaten Tasmanien, i den sydöstra delen av landet, omkring 210 kilometer nordväst om delstatshuvudstaden Hobart. Antalet invånare är 374.
Närmaste större samhälle är Devonport, nära Don. 
I omgivningarna runt Don växer i huvudsak städsegrön lövskog. Runt Don är det mycket glesbefolkat, med 5 invånare per kvadratkilometer. Genomsnittlig årsnederbörd är 1 607 millimeter. Den regnigaste månaden är augusti, med i genomsnitt 221 mm nederbörd, och den torraste är januari, med 57 mm nederbörd.